# Большой Рогожский переулок
Большо́й Рого́жский переу́лок — улица в центре Москвы в Таганском районе между Большим Факельным переулком и Добровольческой улицей.

## Происхождение названия
Название Большого и Малого Рогожских переулков возникло в XIX веке по Рогожской ямской слободе, возникшей здесь в конце XVI века. Ямщики слободы занимались перевозками по дороге, ведущей на село Рогожи (первое упоминание в 1336 году; в 1781 году село преобразовано в город Богородск; с 1930 года — Ногинск).

## Описание
Большой Рогожский переулок начинается от Большого Факельного, проходит на северо-восток, справа к нему примыкает Малый Факельный переулок, после примыкания слева Добровольческой улицы переходит в Вековую улицу.

## Здания и сооружения
По нечётной стороне:
- № 17 — Рогожская клиника имени Л. Н. Сумбула (1903, архитектор Н. Н. Благовещенский)[1]. Ныне Музей общественного питания; журнал «Московское застолье»;

По чётной стороне:
- № 10, корпус 2 — Таганский детский фонд.